# Ramanella nagaoi
Ramanella nagaoi é uma espécie de anfíbio da família Microhylidae.
É endémica do Sri Lanka.
Os seus habitats naturais são: florestas subtropicais ou tropicais húmidas de baixa altitude.